# 阜成门南顺城街
39°55′07″N 116°21′04″E / 39.91873°N 116.35104°E
阜成门南顺城街，是位于北京市西城区中部的一条道路。

## 简介
阜成门南顺城街为南北走向，过去南到广宁伯街，北到阜成门内大街。全长962米，平均宽6米。因为乃北京内城西城墙内侧的道路，所以明朝称阜成门南城下大街。清朝称南顺城街。1911年之后称阜成门南顺城街。1970年代，街北端被拆除，兴建阜成门桥。该街改为北至王府仓胡同。